# Internet au Bangladesh
Selon le recensement décennal de 2011, Internet est encore peu accessible au Bangladesh : seulement 1,1 % des bangladeshis y ont accès à leur domicile, soit 1 543 654 habitants (dont les 2/3 en ville et 1/3 à la campagne)[Passage à actualiser].

## Statistiques
| Année | 2000 | 2001 | 2002 | 2003 | 2004 | 2005 | 2006 | 2007 | 2008 | 2009 | 2010 | 2011 | 2012 |
| %     | 0,07 | 0,13 | 0,14 | 0,16 | 0,20 | 0,24 | 1,00 | 1,80 | 2,50 | 3,10 | 3,70 | 5,00 | 6,30 |

| Mois | Déc. 2013 | Juin 2014 | Juin 2015 | Nov. 2015 | Juin 2016 | Mars 2017 | Juin 2017 | Déc. 2017 | Juin 2018 | Mars 2019 | Juin 2019 | Jan. 2020 | Déc. 2020 |
| %    | 6,5       | 24,5      | 26,4      | 31,9      | 33,1      | 40,8      | 44,5      | 48,4      | 53,3      | 54,8      | 57,2      | 58,4      | 67,3      |

## Sites visités

### Top 30
En février 2021, les sites les plus visités au Bangladesh sont Google, YouTube puis Facebook. Wikipédia vient en 8e position. Amazon est 12e, Yahoo! 15e et Zoom 17e. Instagram occupe la 29e place.

### Top 100
Dans le top 100 de mars 2011, on trouve beaucoup de sites d'information majoritairement en bengali ayant parfois une version en anglais, ainsi que quelques-uns proprement anglais. On y trouve aussi 2 sites pornographiques (contre 6 en France et 8 aux États-Unis) : le premier de ces sites, xvideos.com, est classé à la 35e place ; le second, xnxx.com, à la 79e place.